# 棕树蛙
棕树蛙（學名：Litoria ewingii）是樹蟾科雨濱蛙屬下的一種，原生於新南威爾斯南部，北至阿勒達拉（Ulladulla），但有零星報告指在更北的地區也有其蹤跡。

## 分佈
棕樹蛙分佈廣泛，在維多利亞州南部大部分地區及南澳州東部均有分佈，整個塔斯曼尼亞，並包括巴斯海峽內的海島上。在紐西蘭的種群為引入種，並不原生於此地。

## 描述
體長約45毫米，背部表面為淡至深褐色，有一寬黑線紋由眼後一直延伸至整個背部，另有一黑帶由鼻孔延伸至眼睛、鼓膜而至肩膀，淡白色條狀在其下，但由口部延伸至前臂。大腿背部為紅色，而不是黑色大理石條紋，由此可分辨出其近親維氏雨濱蛙（L. verreauxii）。腹部為奶油色，某些在西維多利亞州或南澳州東南部的個體會部分或全身變綠。

## 生態及行為
此種能在不同生境下生活，包括森林、農地、半乾旱地區、高山地區、甚至是近郊地方。在阿德萊德、墨爾本及霍巴特的近郊地區十分普遍，原因是牠們常因追逐昆蟲而停靠在當地的玻璃窗外。雄性會在水壩、溝渠、池塘及河濱池塘的水源處發出聽起來如口哨般的 weep-weep-weep 叫聲，全年均會嗚叫，特別是在雨後。棕樹蛙的卵很易被發現，常在草叢內的根部、水生植物內成串纏繞。

## 外部連結
- 澳洲青蛙網 - 可在此找到嗚叫聲
- 澳洲的蛙類